# Où vont les histoires?
Où vont les histoires? är ett studioalbum av den franska sångaren Thierry Amiel. Det gavs ut den 24 maj 2010 och innehåller 12 låtar.

## Låtlista
| Nr  | Titel                                           | Längd |
| --- | ----------------------------------------------- | ----- |
| 1.  | Où vont les histoires                           | 3:12  |
| 2.  | Celui qui                                       | 3:33  |
| 3.  | Je cours après le temps                         | 3:59  |
| 4.  | Je voudrais comprendre                          | 3:31  |
| 5.  | L'innocence                                     | 2:59  |
| 6.  | Dans les bras de mon ange (Angel)               | 4:31  |
| 7.  | Même si tes nuits sont plus belle que tes jours | 3:15  |
| 8.  | Je vole                                         | 3:40  |
| 9.  | Je ne t'ai pas tout dit                         | 3:47  |
| 10. | Sweet Surrender                                 | 3:35  |
| 11. | Dear God                                        | 3:53  |
| 12. | Full of Grace                                   | 3:35  |

Spår 12 finns endast med på den digitala versionen av albumet som säljs från Itunes Store.

## Listplaceringar
| Lista               | Topplacering |
| ------------------- | ------------ |
| Belgien (Vallonien) | 100          |
| Frankrike           | 43           |